# Peter Taylor (football, 1953)
Pour les articles homonymes, voir Peter Taylor et Taylor.
Peter Taylor, né le 3 janvier 1953 à Rochford (Angleterre), est un footballeur anglais, qui évoluait au poste d'ailier à Crystal Palace et en équipe d'Angleterre.
Taylor a marqué deux buts lors de ses quatre sélections avec l'équipe d'Angleterre entre 1972 et 1976.

## Carrière de joueur
- 1970-1973 : Southend United
- 1973-1976 : Crystal Palace
- 1976-1980 : Tottenham Hotspur
- 1980-1983 : Leyton Orient
- 1983 : Oldham Athletic
- 1983-1984 : Exeter City

## Palmarès

### En équipe nationale
- 4 sélections et 2 buts avec l'équipe d'Angleterre entre 1975 et 1976.

## Carrière d'entraîneur
- 1986-1990 : Dartford FC
- 1993-1995 : Southend United
- 1995-1996 : Dover Athletic
- 1996-1999 :  Angleterre espoirs
- 1999-2000 : Gillingham
- 2000 :  Angleterre
- 2001-2002 : Brighton and Hove Albion
- 2002-2006 : Hull City
- 2004-2007 :  Angleterre espoirs
- 2006-2007 : Crystal Palace
- nov. 2007-avr. 2008 : Stevenage Borough
- 2008-oct. 2009 : Wycombe Wanderers
- fév. 2010-fév. 2011 : Bradford City
- juil. 2011-oct. 2012 : Bahreïn
- 2013-2014 : Gillingham FC
- 2015-oct. 2015 : Kerala Blasters[1]
- sep. 2017-oct. 2017 : Gillingham FC (intérim)
- 2018-déc. 2019 :  Dagenham & Redbridge FC
- sep. 2021-mars 2022 :  Welling United FC